# Friedrich Atzerodt
Friedrich Atzerodt (geboren 20. März 1804 in Langensalza; gestorben 22. August 1886 in Elberfeld) war ein deutscher Schriftsteller und Pädagoge.

## Leben

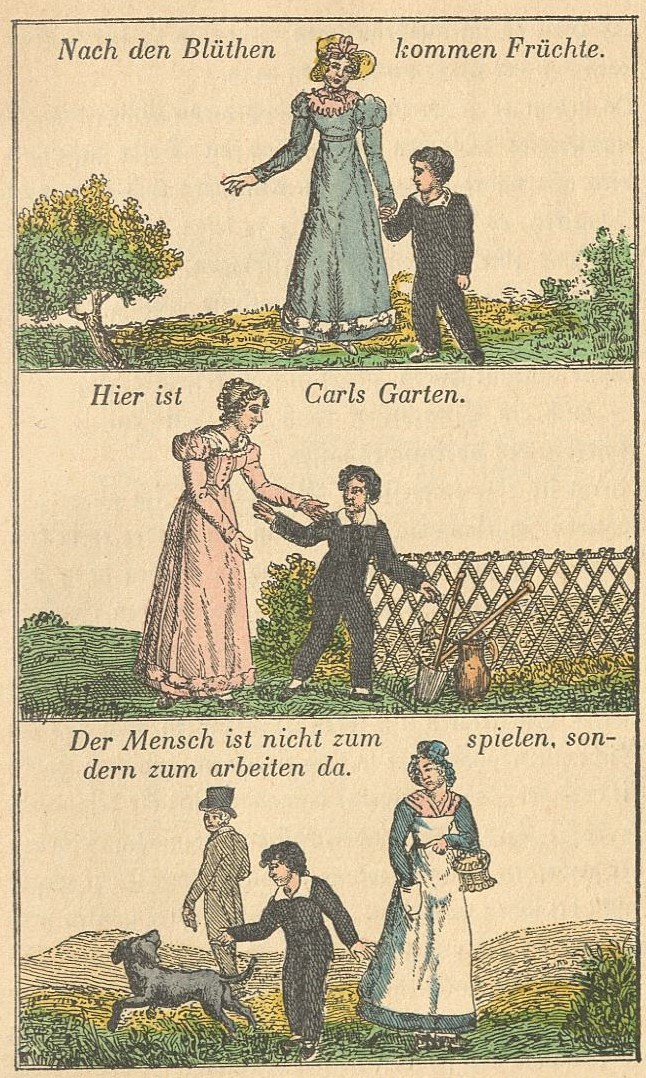
Illustration in Berquin's Kleine Geschichten und Gespräche für Kinder, 1830

Friedrich Atzerodt war Sohn eines kurfürstlich-sächsischen Güterbeschauers. Er wurde Lehrer an der Bürgerschule in Langensalza und heiratete 1827 Friederike Auguste Wilhelmine Mann (1802–1861). Von 1853 bis 1876 war er Hauptlehrer an der lutherischen Thomashofer Schule in Elberfeld. Sein Sohn Agathon Atzerodt (1833–1911) wurde später Rektor der Kruppschen Schulen in Essen.
Atzerodt publizierte zur Pädagogik und schrieb Jugendbücher.

## Schriften (Auswahl)
- Arnaud Berquin: Kleine Geschichten und Gespräche für Kinder. Bearbeitet nach dem Französischen. Quedlinburg : Basse, 1830
- Orpheus; oder, Das erste Buch der Declamation. Quedlinburg : G. Basse, 1830
- Naturlehre für Volksschulen und deren Lehrer. Leipzig : Dürr, 1835
- (mit H. Kaiser) Wie soll das Kindlein heissen? : oder: Die Bedeutung der Taufnamen : ein Buch für jeden Familienvater, besonders auch für Lehrer. Quedlinburg : G. Basse, 1835
- Die Abentheuer des Ulysses, König's von Ithaka. Leipzig : J.J. Weber, 1837
- Bibelkunde oder Anleitung zur Kenntniss der Bibel für Lehrer und Schüler in Stadt- und Landschulen. Leipzig, 1838
- Handbuch der Geschichte des preussischen Staates. Quedlinburg : G. Basse, 1840